# Resolución 1528 del Consejo de Seguridad de las Naciones Unidas
La resolución 1528 del Consejo de Seguridad de las Naciones Unidas, adoptada por unanimidad el 27 de febrero de 2004, tras recordar las resoluciones 1464 (2003), 1479 (2003), 1498 (2003), 1514 (2003) y 1527 (2004) sobre la situación en Côte d'Ivoire (Costa de Marfil), estableció la Operación de las Naciones Unidas en Côte d'Ivoire (ONUCI) por un período inicial de doce meses. 

## Resolución
El Consejo de Seguridad aprobó el Acuerdo de Linas-Marcoussis y acogió con satisfacción los avances logrados en materia de desarme, desmovilización y reintegración (DDR) y el retorno de las Forces Nouvelles al gobierno, incluido el diálogo. Instó a todas las partes a abstenerse de violar los derechos humanos y el derecho internacional humanitario y a poner fin a la impunidad . Hubo preocupación por el deterioro de la situación económica en el país y sus consecuencias para la subregión.
En el preámbulo de la resolución se acogió con satisfacción los esfuerzos realizados por la Unión Africana para apoyar el proceso de paz y reconciliación en Côte d'Ivoire, incluidos los de la Comunidad Económica de los Estados de África Occidental (CEDEAO) y las fuerzas francesas. Tomó nota de las solicitudes del Presidente de Côte d'Ivoire, Laurent Gbagbo, y de la CEDEAO para transformar la Misión de las Naciones Unidas en Côte d'Ivoire (MINUCI) en una misión de mantenimiento de la paz . La estabilidad duradera del país dependería de la paz en la subregión, según el Consejo, particularmente en Liberia .
Actuando en virtud del Capítulo VII de la Carta de las Naciones Unidas, el Consejo estableció la ONUCI por un período inicial de doce meses a partir del 4 de abril de 2004, integrada por 6.240 funcionarios de las Naciones Unidas, incluidos 200 observadores militares y 320 policías, además de un componente civil, judicial y penitenciario.   Se alentó a las misiones de las Naciones Unidas en África Occidental a brindar apoyo a la ONUCI, mientras que se le pidió que cooperara con la Misión de las Naciones Unidas en Sierra Leona (UNAMSIL) y la Misión de las Naciones Unidas en Liberia (UNMIL).
El mandato de la ONUCI incluiría la vigilancia de los grupos armados y el alto el fuego ; un programa de desarme, desmovilización, reintegración, repatriación y reasentamiento ; la protección del personal de las Naciones Unidas y de los civiles; el apoyo a la aplicación del proceso de paz; la promoción de los derechos humanos; la utilización de una capacidad de información pública y el mantenimiento del estado de derecho. Además, se le autorizó a utilizar todos los medios necesarios para cumplir su mandato y se solicitó que se concluyera un Acuerdo sobre el Estatuto de las Fuerzas en el plazo de 30 días.
La resolución destacó la importancia de la plena aplicación del Acuerdo de Linas-Marcoussis y de que las partes marfileñas garanticen la seguridad y la libertad de movimiento del personal de la ONUCI. Se instó al Gobierno a emprender y completar el programa de desarme, desmantelar los grupos armados, reestructurar las fuerzas armadas y los servicios de seguridad y frenar las protestas callejeras disruptivas. Se pidió el apoyo de la comunidad internacional para ayudar al desarrollo económico de Côte d'Ivoire.
El mandato de las fuerzas de la CEDEAO y de Francia que operan en el país se prorrogó por otros doce meses, y Francia debe informar sobre su mandato.  Por último, el Secretario General Kofi Annan pidió que se mantuviera informado al Consejo sobre la situación en Côte d'Ivoire.